# Flebografia

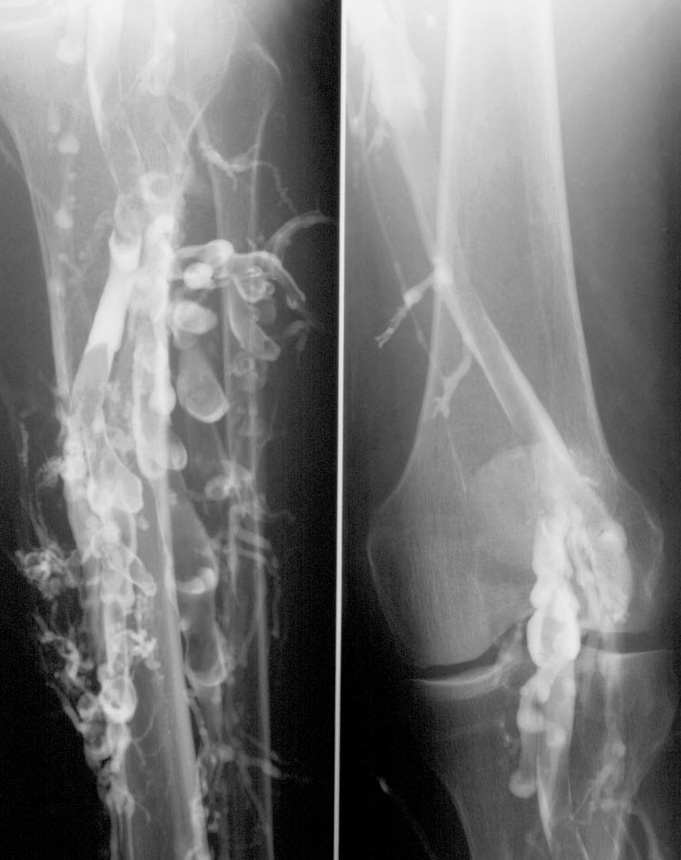
Flebografia de um paciente com trombose venosa profunda.

A flebografia, também conhecida como venografia, é um procedimento no qual um raio-x das veias é realizado após a injeção de um contraste numa veia, usualmente do pé. O contraste deve ser injetado constantemente através de um catéter, o que configura o procedimento como invasivo. O pioneiro da flebografia foi o professor e cirurgião João Cid dos Santos (1907-1975).
Era um exame usado para diagnosticar trombose venosa profunda, porém atualmente já não é usado para este fim pois a Ecografia e o doppler vieram facilitar o diagnóstico pela precisão, conforto para o doente e menor custo. Pode eventualmente ser usado para fins de investigação ou em certos casos de malformações venosas.